# Lotec Sirius
La Lotec Sirius est un supercarcar construit par l'entreprise allemande Lotec en 2001.